# Drujbivka, Korosten
Drujbivka (în ucraineană Дружбівка) este un sat în comuna Davîdkî din raionul Korosten, regiunea Jîtomîr, Ucraina.

## Demografie
Componența lingvistică a localității Drujbivka
     Ucraineană (97,47%)
     Rusă (2,53%)
Conform recensământului din 2001, majoritatea populației localității Drujbivka era vorbitoare de ucraineană (97,47%), existând în minoritate și vorbitori de rusă (2,53%).